# برد اوانس
برد اوانس (انگلیسی: Brad Evans؛ زادهٔ ۲۰ آوریل ۱۹۸۵) یک بازیکن فوتبال اهل ایالات متحده آمریکا است.
وی همچنین در تیم ملی فوتبال ایالات متحده آمریکا بازی کرده است.